# Emil Barber

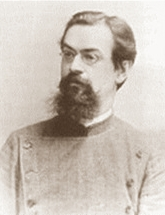
Emil Barber (1857 – 1917)

Emil Barber, Pseudonym E. v. Zilligstein (* 14. Januar 1857 in Thiemendorf bei Görlitz; † 26. April 1917 in Görlitz) war ein deutscher Oberlausitzer Mundartdichter, Pädagoge und Botaniker. In der Botanik war sein Hauptgebiet die Batologie. Sein botanisches Autorenkürzel lautet E.Barber.

## Leben
Emil Barber wurde als eines von fünf Kindern des Lehrers, Schiedsmannes und Gerichtsschreibers Gotthelf Martin Barber in Thiemendorf (heute zur Gemeinde Waldhufen gehörend) geboren. Als er sechs Jahre alt war, zog die Familie nach Arnsdorf, da der Vater dort die Lehrer- und Kantorenstelle angenommen hatte. Thiemendorf gehört bis heute zum Kirchspiel Arnsdorf. Da er ein aufgeweckter und wissbegieriger Junge war, nahm sein Vater ihn bereits mit vier Jahren in die Schule auf, zwei Jahre später besuchte er bereits die „Oberklasse“.
Nach seiner Ausbildung im Lehrerseminar in Reichenbach/O.L. von 1874 bis 1877 war Barber zunächst in Hoyerswerda, dann in Freiwaldau als Lehrer tätig. Dort heiratete er 1878 die Klempnerstochter Maria Otto, aus der Ehe gingen vier Töchter hervor. Maria Barber starb 1901 und Emil Barber heiratete ein weiteres Mal, dieser Ehe entstammte sein Sohn Joachim (* 1905).
Ab 1880 war Barber in Görlitz als Lehrer an der 9. Gemeindeschule in tätig. Aufgrund seiner ländlichen Herkunft und seiner Erziehung spürte er eine tiefe Verbundenheit zur Heimat und zur Natur, die ihn zu seiner späteren Tätigkeit als Naturforscher antrieb. Auch seine in Ostlausitzer Mundart verfassten Bücher Aus derr Heemte und Hausbacken Brut zeigen seinen Heimatsinn. Daneben dichtete er jedoch auch in Hochdeutsch, wie es etwa sein Langgedicht Nach Weihnachten zeigt, das sich humorvoll mit dem Görlitzer Familienleben zwischen Weihnachten und Neujahr befasst. Seine kindlichen Erfahrungen und den Einfluss seines Vaters fasste Barber in einem Mundartvers zusammen:

„Und der uns olle regierte mit arnster und fester Hand,

doas woar mei Voater, dar liehrte uns mieh, als enn Biechern stand.

Dar liehrte miech lasen und larnen emm Buche der Nadur,

aus Wulken, Wind und Starnen, aus Wald und Feld und Flur.“

Ins Hochdeutsche übersetzt:

„Und der uns alle regierte mit ernster und fester Hand,

das war mein Vater, der lehrte uns mehr, als in Büchern stand.

Er lehrte mich lesen und lernen im Buch der Natur,

aus Wolken, Wind und Sternen, aus Wald und Feld und Flur.“

## Wirken
Barber war ab 1882 Mitglied der Naturforschenden Gesellschaft und von 1884 bis 1914 Inspektor (Leiter) des Botanischen Gartens im Görlitzer Stadtpark. Entscheidenden Anteil hatte er an der Bearbeitung und Publikation des ersten wichtigen Florenwerkes für die Oberlausitz, Carl Oettels Das systematische Verzeichnis der in der Oberlausitz wildwachsenden Pflanzen (Görlitz 1799). Dieses Buch gilt als Rarität. In den Abhandlungen wurde kontinuierlich über die Flora der Oberlausitz wissenschaftlich publiziert, dies dauert bis in die Gegenwart an. Im Jahre 1898 begründete Barber eine eigene Flora der Oberlausitz, eine Beschreibung der in der dortigen Region heimischen Pflanzenarten, die erst 1955 von Max Militzer und Erich Glotz abgeschlossen wurde. Dazu erforschte er die Flora in der Görlitzer Heide, die damals über 900 Pflanzenarten beherbergte. Er war Spezialist für die Gattung Rubus (Brombeeren), Belege hierfür sind noch heute im Herbarium des Naturkundemuseums Görlitz vorhanden.
Kurz vor Beginn des Ersten Weltkrieges wohnte er laut Adressbuch der Stadt Görlitz 1912/13 auf der Brautwiesenstraße 37, I. Stock (d. h. Erdgeschoss).
Seine schlichte Grabstelle aus Granit-Zyklopenmauerwerk befindet sich kurz vor dem südlichen Ausgang zum Alexander-Bolze-Hof des Görlitzer Friedhofes in Königshufen (Grabfeld K-135).

## Veröffentlichungen
- Die Flora der Görlitzer Heide. 1893
- Beiträge zur Flora des Elstergebiets in der Preussischen Oberlausitz. 1893
- Aus derr Heemte. Mundartdichtung, 1885
- En Ausgedinge. Mundartdichtung.
- Dorfköpfe.
- Hausbacken Brut. Mundartdichtung, 4. Auflage Tzschaschel, Görlitz o. J. (ca. 1900)
- Nach Weihnachten (Langgedicht). In: Görlitzer Dichterheim. Verlag Eugen Munde, Görlitz 1903
- Floristische Skizze der Oberlausitz. In: Abhandlungen der Naturforschenden Gesellschaft zu Görlitz. Band 25, Ausgabe 1906, S. 19–28